# 南岳凤丫蕨
南岳凤丫蕨（学名：Coniogramme centrochinensis）为裸子蕨科凤丫蕨属下的一个种。

## 扩展阅读
- 維基物種上的相關：南岳凤丫蕨